# Ambush Bug
Ambush Bug est un personnage de fiction qui est apparu dans plusieurs publications de DC Comics. Son vrai nom est supposé être Irwin Schwab, mais ses problèmes mentaux sont tels que même sa véritable identité pourrait être une folie de son esprit. 

## Biographie
Irwin Schwab entre, on ne sait comment, en possession d'une combinaison verte qui lui donne le pouvoir de se téléporter et de résister à certaines attaques. Mais l'outil est définitivement entre de mauvaises mains, étant donné le manque de logique et les problèmes mentaux d'Irwin. Néanmoins, il arrive tant bien que mal à différencier le bien du mal et choisit le côté du bien. 
Bien qu'il aspire à être un super-héros, il semble toujours dépassé par les événements autour de lui. Après les événements d'Infinite Crisis, Ambush Bug rejoint la Justice League of America dirigée par Firestorm.